# سان كريستوبال
سان كريستوبال (بالإسبانية: San Cristóbal)‏ عاصمة ولاية تاتشيرا الفنزويلية حيث تقع غرب البلد . يبلغ عدد سكان المدينة 462،620 نسمة حسب إحصاء سنة 2001 بينما تبلغ مساحتها 247 كيلومتر مربع . يتولى منصب عمدة المدينة هو جيرارد ويليامز مينديز .

## معرض صور

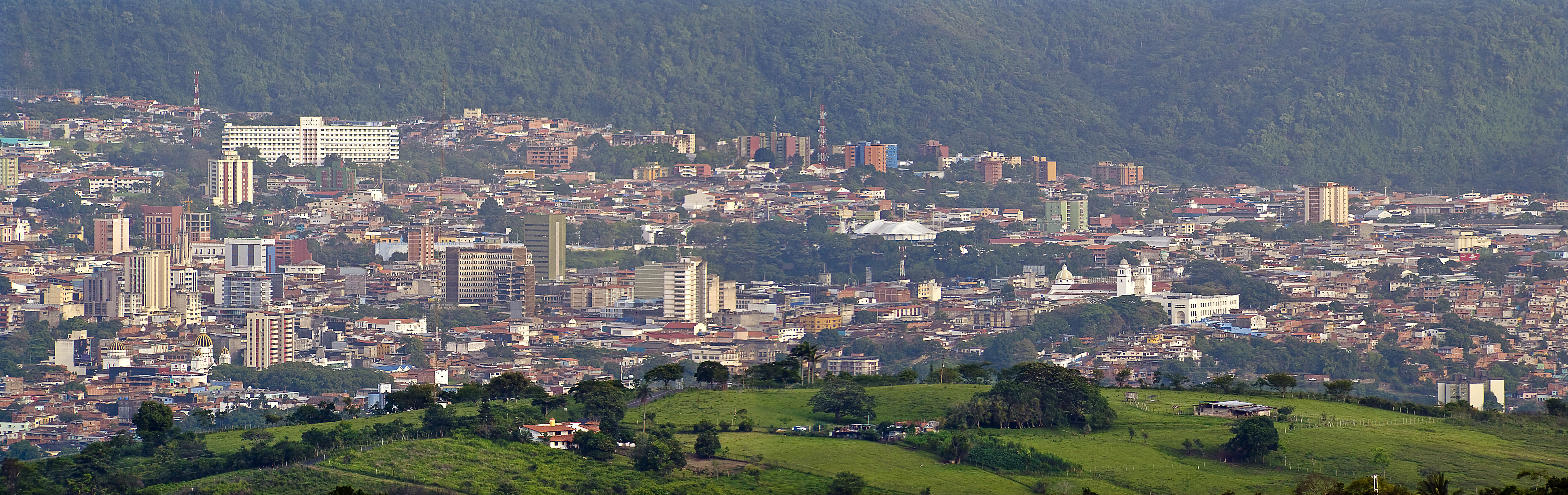
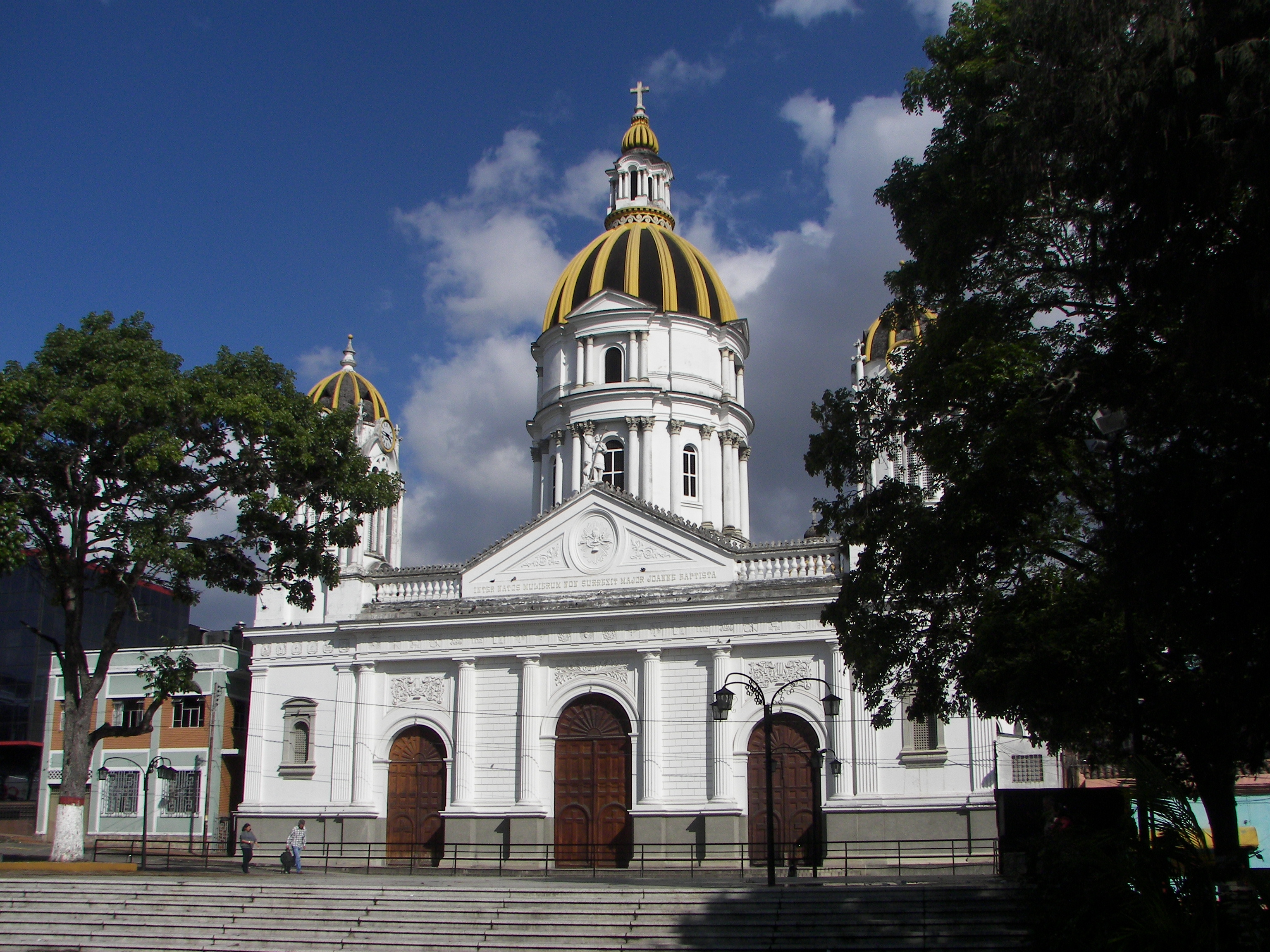
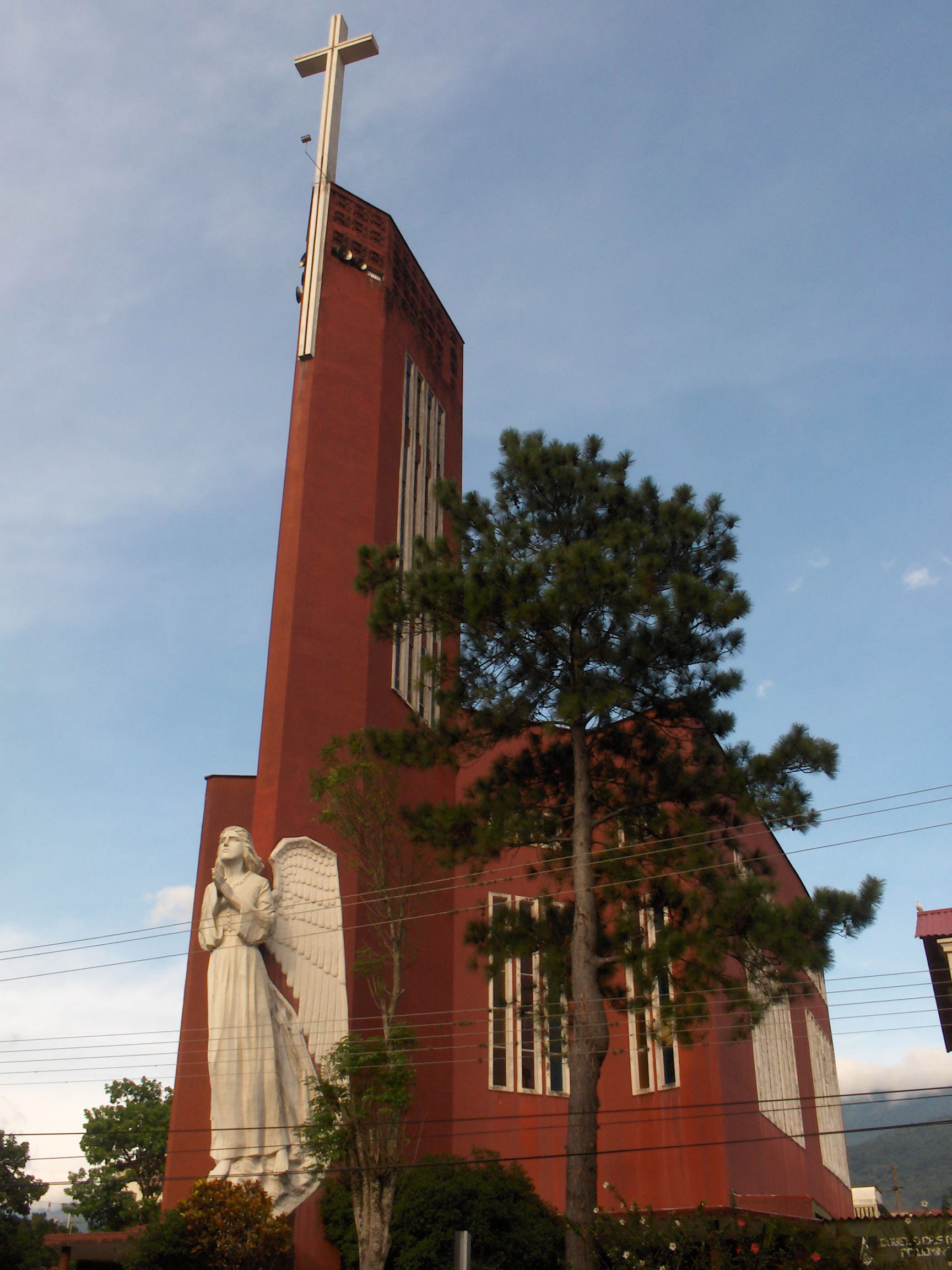
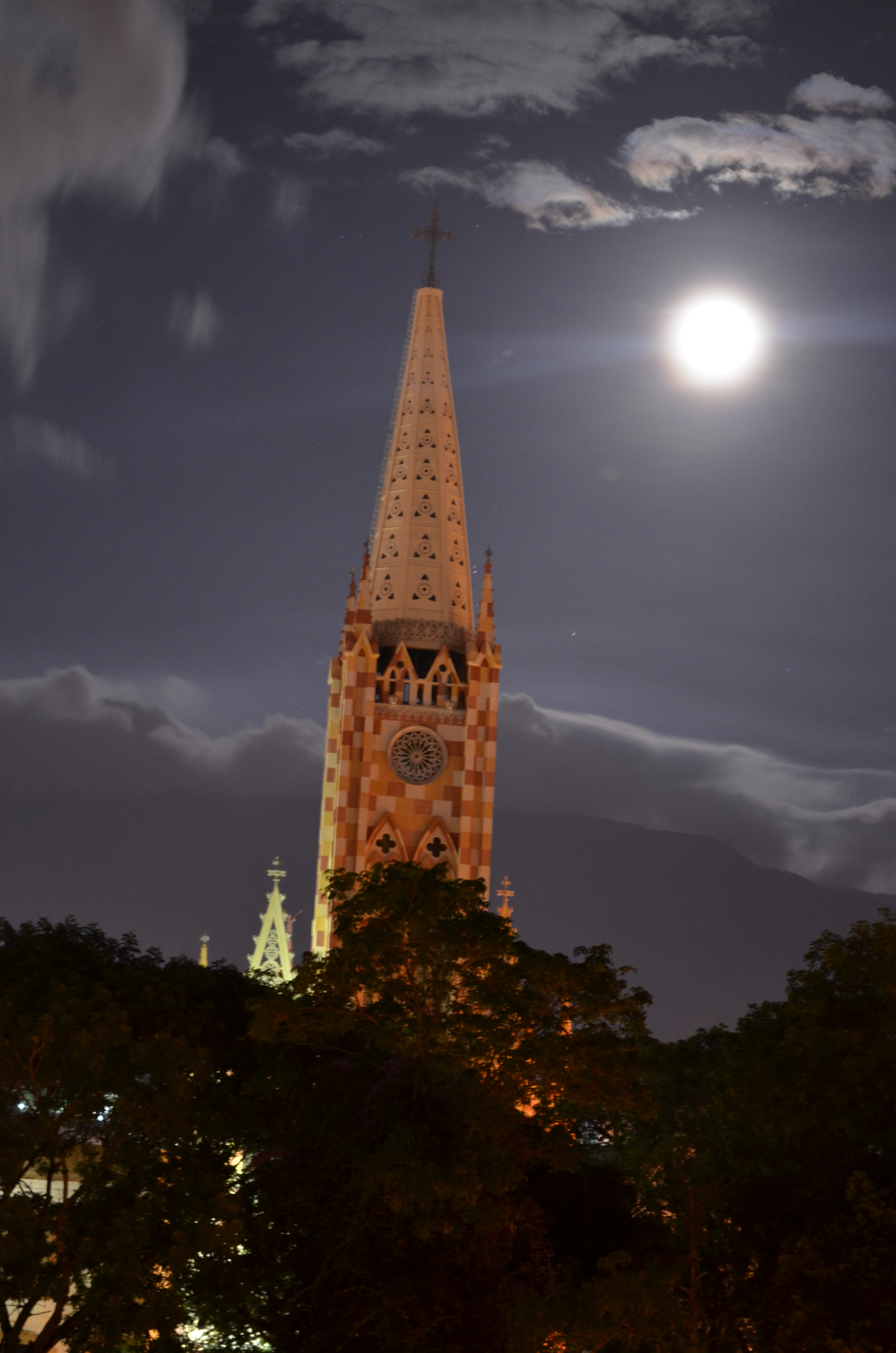

## أعلام
- إدغار راميرز
- ازاياس أنغاريتا
- ميكيل فيلانويفا
- توماس رينكون
- رافائيل دي نوغالس منديز
- رودولفو كاماتشو